# Château de Fécamp
Le château de Fécamp est un ancien château fort construit sur motte, du Xe siècle, aujourd'hui en ruines, dont les vestiges se dressent sur la commune de Fécamp dans le département de la Seine-Maritime, en région Normandie.
Les ruines de l'ancien château font l’objet d’un classement au titre des monuments historiques par arrêté du 26 octobre 1910.

## Localisation
Les ruines sont situées à proximité de l'église abbatiale de la Trinité de Fécamp, dans le département français de la Seine-Maritime.

## Historique
Fécamp fut un lieu de résidence précocement privilégié par les premiers ducs de Normandie, peut-être dès Guillaume Longue-Épée et sûrement avec ses successeurs Richard Ier de Normandie et Richard II qui ont encore leur sépulture dans l'abbatiale de la Trinité. Le lieu est alors commandé par un Prafectus Fiscannensis Castri.
Selon Dudon de Saint-Quentin, Richard Ier naît vers 932, entre les murs du « Fiscanni castri », du château de Fécamp.
Le lieu fut délaissé au profit de Caen avec Guillaume le Conquérant et Robert le Magnifique, et n'est plus mentionné après 1162.

## Description
Le site du château a été très endommagé et ce encore au XIXe siècle avec l'ouverture d'une vaste tranchée destinée à la voie ferrée.
Les fouilles effectuées ont permis de reconnaître certains éléments du plan de la construction, ainsi que l'existence de deux phases dans celle-ci, une construction en bois puis une construction de pierre ayant pris appui sur le rempart au XIe siècle.
L'enceinte de palissades, reprise sous Richard II au début du XIe siècle, devait présenter au moins une tour rectangulaire de flanquement elle aussi en bois.
Le château appartenait à un ensemble incluant les constructions de l'abbaye.
Au XIIe siècle, un donjon de plan carré, dont il ne reste plus de traces, consolida la construction.

## Visite
Le château est uniquement visible de l'extérieur, juste en face de l'abbatiale de la Trinité.